# Paula Conthe
Paula Conthe Calvo (Madrid, 28 de febrero de 1981) es una economista española, que ocupa el cargo de secretaria general del Tesoro y Financiación Internacional desde enero de 2024.

## Biografía
Se licenció en Economía por la Universidad de Georgetown (BSFS) en 2003, tiene un máster en dirección de entidades financieras por el IEB en 2015.Entre 2004 y 2007 fue consultora en Analistas Financieros Internacionales.
Ingresó por oposición en el Cuerpo Superior de Técnicos Comerciales y Economistas del Estado en 2010 y empezó a trabajar en el Ministerio de Economía y Hacienda ese mismo año, donde fue jefa de Servicio y subdirectora general en la Secretaría de Estado de Comercio entre 2010 y 2012, así como consejera técnica, subdirectora adjunta y vocal asesora en el Ministerio de Economía y Competitividad entre 2012 y 2015, y jefa del departamento de policy entre 2015 y 2019.
En diciembre de 2020 fue nombrada presidenta del Fondo de Reestructuración Ordenada Bancaria (FROB) y como tal, miembro del Consejo de Administración de la Sareb y representante española en los órganos de gobierno de la Junta Única de Resolución (JUR), entre otros foros internacionales. En dicho organismo, fue directora de Resolución entre 2019 y 2020 y, anteriormente, jefa de Departamento de Policy entre 2015 y 2019.
El 29 de diciembre de 2023, durante el tercer Gobierno de Pedro Sánchez, fue propuesta como secretaria general del Tesoro y Financiación Internacional por el ministro de Economía, Carlos Cuerpo, a quien sustituyó en el cargo.
Su padre es Manuel Conthe, expresidente de la CNMV, quien también dirigió el Tesoro entre 1988 y 1995.